# Chính phủ Nam Nga thứ nhất
Chính phủ Nam Nga (tiếng Nga: Южнорусское Правительство) là một chính phủ Bạch vệ được thành lập bởi chỉ huy Anton Denikin của Lực lượng vũ trang Nam Nga tại Novorossiysk, Kuban, tháng 3 năm 1920 trong Nội chiến Nga.
Vào ngày 27 tháng 3 năm 1920, Denikin buộc phải sơ tán từ Novorossiysk tới Krym, nơi mà lực lượng Bạch vệ đã kiểm soát kể từ tháng 6 năm 1919. Tuy nhiên, cuộc rút lui cẩu thả đã làm mất uy tín của Denikin và buộc ông ta từ chức, nhường lại vị trí cho tướng Pyotr Wrangel, người được bầu làm Tổng tư lệnh của quân Bạch vệ bởi hội đồng quân sự. Chính phủ Nam Nga đã giải thể vào ngày 30 tháng 3 tại Feodosiya. Wrangel sau đó đã thành lập Chính phủ Nam Nga thứ hai tại Sevastopol vào tháng 4.
Nỗ lực cố gắng thành lập một chính phủ Bạch vệ tại miền nam nước Nga thể hiện sự nhận thức rằng việc thờ ơ, bỏ qua quản lý dân sự trong thời kỳ trước của Tổng tư lệnh lực lượng vũ trang Nam Nga đã làm họ mất đi sự hỗ trợ của dân chúng.